# Wulannao'er (socken i Kina, lat 40,78, long 107,15)
Wulannao'er (kinesiska: 乌兰淖尔, 乌兰淖尔乡) är en socken i Kina. Den ligger i den autonoma regionen Inre Mongoliet, i den norra delen av landet, omkring 380 kilometer väster om regionhuvudstaden Hohhot.
Genomsnittlig årsnederbörd är 214 millimeter. Den regnigaste månaden är juni, med i genomsnitt 55 mm nederbörd, och den torraste är december, med 1 mm nederbörd.